# Звезда спектрального класса F

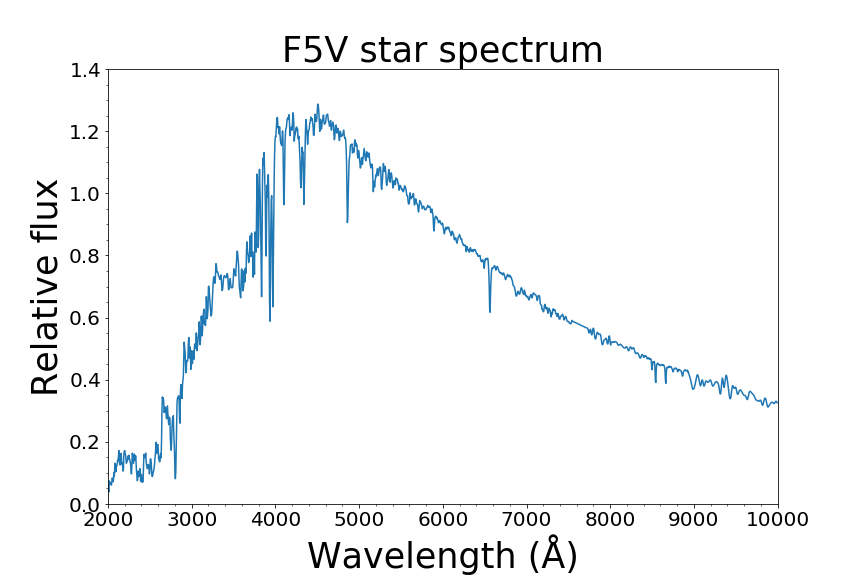
Спектр звезды класса F5V

Звёзды спектрального класса F имеют температуры поверхности от 6000 до 7400 K и жёлто-белый цвет. В спектрах этих звёзд сильны линии различных металлов, в том числе кальция, которые становятся сильнее к поздним подклассам, а также линии водорода, которые к поздним подклассам ослабевают. С физической точки зрения класс F довольно разнороден и включает в себя различные звёзды населения I и населения II.

## Характеристики
К спектральному классу F относятся звёзды с температурами 6000—7400 K. Цвет звёзд этого класса — жёлто-белый, показатели цвета B−V составляют около 0,4m.
В спектрах этих звёзд видны линии ионизованных и нейтральных металлов, таких как Ca II, Fe I, Fe II, Cr II, Ti II, а также линии водорода. В более поздних подклассах могут наблюдаться и линии молекул, например, CH.

### Подклассы
К более поздним подклассам спектр поглощения металлов, в частности кальция, становится сильнее, а линии водорода — слабее. Подкласс можно оценивать по фраунгоферовой линии K иона Ca II, хотя в классах позднее F3 она усиливается незначительно с понижением температуры и не позволяет точно определять подкласс. Чаще всего температуру и подкласс звезды оценивают по интенсивности линий водорода, поскольку интенсивность этих линий не зависит ни от химического состава звезды, ни от её класса светимости. Кроме того, в поздних подклассах могут использовать соотношение интенсивностей линий металлов и водорода: например, Fe l λ4046 к бальмеровской линии Hδ или Ca l λ4226 к Hγ. Другой используемый критерий ― интенсивность линий молекулы CH, которые появляются в подклассах F3―F4 и усиливаются к более поздним.

### Классы светимости
Абсолютные звёздные величины звёзд главной последовательности класса F5 составляют 3,4m, у гигантов того же класса ― 0,7m, у сверхгигантов ― ярче −4,4m (см. ниже).
Методы спектроскопии позволяют различать классы светимости по линиям различных металлов. Например, различные линии Fe II и Ti II более сильны в более ярких классах светимости, но в подклассе F8 и позднее эти линии уже практически исчезают. Линии Sr II, напротив, практически незаметны в подклассе F2 и ранее, зато позволяют различать классы светимости поздних подклассов F.
В ультрафиолетовой области спектра классы светимости различаются не только интенсивностью линий некоторых металлов, но и распределением энергии в спектре в целом, например, длиной волны, на которой поток оказывается нулевым. В инфракрасной области водородные линии серии Пашена и некоторые линии кислорода усиливаются с ростом светимости, но в поздних подклассах эти эффекты оказывается менее выраженными, и заметные эффекты светимости остаются в основном у линий Ca II.

### Дополнительные обозначения и особенности
Среди звёзд класса F встречаются химически пекулярные, однако их значительно меньше, чем, например, в классе A, а в подклассах позже F5 таких практически нет. Это связано с тем, что при температурах звёзд класса F внешние слои уже становятся конвективными, поэтому поверхностные аномалии химического состава перераспределяются по всей атмосфере и перестают быть заметными.
Примеры классов химически пекулярных звёзд класса F — это звёзды типа Ро Кормы и звёзды типа Дельты Дельфина, которые, по сути, являются Am-звёздами поздних подклассов — в их спектрах аномально сильны линии многих металлов, но не кальция. Аналогично, Fp-звёзды являются продолжением Ap-звёзд в класс F.

### Физические характеристики
Спектральный класс F является достаточно разнородным с точки зрения физических параметров звёзд. Например, звёзды главной последовательности класса F имеют массы 1,2—1,6 M⊙, светимости в диапазоне приблизительно 2—6 L⊙ и живут около нескольких миллиардов лет. Такие звёзды могут относиться как к населению I, так и к более старому и бедному металлами населению II: на точке поворота главной последовательности для популяций толстого диска и галактического гало звёзды более ранних классов не встречаются. В первом случае они могут быть переменными типа Дельты Щита, во втором — переменными типа SX Феникса. Звёзды главной последовательности поздних подклассов F обычно включаются в программы поиска внеземных цивилизаций SETI.
Гиганты и сверхгиганты класса F также могут относиться к обоим звёздным населениям. Так, например, некоторые звёзды горизонтальной ветви, в частности, некоторые переменные типа RR Лиры — звёзды-гиганты класса F, относящиеся к населению II.
Большая часть сверхгигантов класса F — молодые, массивные звёзды населения I, которые успели проэволюционировать, но есть сверхгиганты населения II, на что указывает их высокая галактическая широта и недостаток тяжёлых элементов. Например, некоторые из них — маломассивные звёзды, которые сошли с асимптотической ветви гигантов. Сверхгиганты класса F также могут проявлять переменность как цефеиды.
Звёзды класса F составляют 2,9 % от общего числа звёзд Млечного Пути, но вследствие относительно высокой яркости их доля среди наблюдаемых звёзд больше. Например, в каталоге Генри Дрейпера, включающем в себя звёзды с видимой звёздной величиной до 8,5m, около 19 % звёзд относятся к классу F.
| Спектральный класс | Абсолютная звёздная величина, m | Абсолютная звёздная величина, m | Абсолютная звёздная величина, m | Температура, K | Температура, K | Температура, K |
| Спектральный класс | V                               | III                             | I                               | V              | III            | I              |
| ------------------ | ------------------------------- | ------------------------------- | ------------------------------- | -------------- | -------------- | -------------- |
| F0                 | 2,6                             | 0,6                             | −4,7…−8,5                       | 7250           | 7350           | 7200           |
| F1                 | 2,8                             | 0,6                             | −4,7…−8,5                       | 7120           | 7200           | 7050           |
| F2                 | 3,0                             | 0,6                             | −4,6…−8,4                       | 7000           | 7050           | 6960           |
| F3                 | 3,1                             | 0,6                             | −4,6…−8,3                       | 6750           | 6840           | 6770           |
| F4                 | 3,3                             | 0,7                             | −4,6…−8,3                       |                |                |                |
| F5                 | 3,4                             | 0,7                             | −4,4…−8,2                       | 6550           | 6630           | 6570           |
| F6                 | 3,7                             | 0,7                             | −4,4…−8,1                       |                |                |                |
| F7                 | 3,8                             | 0,6                             | −4,4…−8,1                       | 6250           | 6330           | 6280           |
| F8                 | 4,0                             | 0,6                             | −4,3…−8,0                       | 6170           | 6220           | 6180           |
| F9                 | 4,2                             | 0,6                             | −4,2…−8,0                       | 6010           | 6020           | 5980           |

## Примеры
Примером звезды главной последовательности класса F может служить Процион (F5IV-V), гиганта — Ипсилон Пегаса (F8III), к сверхгигантам класса F относятся Арнеб (F0Ia) и Везен (F8Ia).
Из всех звёзд класса F ближе всех к Земле располагается Процион, удалённый на 3,5 парсека (11,4 световых года). Он же является и самой яркой звездой класса F с видимой звёздной величиной 0,38m. Более яркий Канопус имеет спектральный класс A9, хотя иногда ошибочно относится к классу F0.
| Спектральный класс | Класс светимости     | Класс светимости     | Класс светимости |
| Спектральный класс | V                    | III                  | I                |
| ------------------ | -------------------- | -------------------- | ---------------- |
| F0                 | HD 23585             | Дзета Льва           | Арнеб            |
| F2                 | 78 Большой Медведицы | Каф                  | Ню Орла          |
| F3                 | HR 1279              |                      |                  |
| F5                 | HD 27524             | 60 Большой Медведицы | Мирфак           |
| F6                 | Пи³ Ориона           | HR 6577              |                  |
| F8                 | HD 27808             | HR 8905              | Везен            |
| F9                 | HR 506               |                      |                  |

### Комментарии
1. ↑  Римская цифра после обозначения элемента означает его степень ионизации. I — нейтральный атом, II — однократно ионизованный элемент, III — дважды ионизованный, и так далее.
2. ↑  Более ранние и более поздние подклассы включают в себя звёзды, соответственно, более высокой и более низкой температуры. Чем больше число, обозначающее подкласс, тем он позднее.
3. ↑  В подобной записи после λ идёт длина волны исследуемой линии в ангстремах.